# Oliarus elongata
Oliarus elongata är en insektsart som beskrevs av Matsumura 1910. Oliarus elongata ingår i släktet Oliarus och familjen kilstritar.
Artens utbredningsområde är Grekland. Inga underarter finns listade i Catalogue of Life.